# Skam Italia
Skam Italia  é uma série de televisão italiana de drama adolescente criada por Ludovico Bessegato, adaptada da série norueguesa Skam, transmitida desde 29 de março de 2018 pela TIMvision.
Em Junho de 2018, a série foi renovada para uma segunda temporada. 
Em 20 de outubro de 2018, foi renovada para uma terceira temporada, com direção de Ludovico Di Martino.
Em 7 de agosto de 2019, a série foi cancelada pela TIMvision após três temporadas.
Em dezembro de 2019, a série foi adquirida para a produção de uma nova temporada pela Netflix.
Em 14 de junho de 2021, foi oficialmente anunciado pela Netflix a produção de uma quinta temporada, com estreia para 2022.

## Conceito
Assim como a versão original, a série retrata a vida cotidiana de adolescentes do ensino médio da escola Liceo J. F. Kennedy em Roma, acompanhando seus problemas, escândalos e a rotina do dia. 
Durante a semana, diferentes cenas do episódio seguinte são publicadas na internet, em tempo real, assim como as mensagens de texto trocadas entre os personagens da série. O episódio completo estreia todo final de semana e é uma compilação das prévias da semana.
O personagem principal muda em cada temporada - a primeira temporada é centrada em Eva (Ludovica Martino) e a segunda em Martino (Federico Cesari). Os fãs podem acompanhar a vida dos personagens através de seus perfis no Instagram ou WhatsApp.

## Elenco e personagens

### Principal
- Ludovica Martino como Eva Brighi1
- Federico Cesari como Martino Rametta2
- Benedetta Gargari como Eleonora Sava3
- Beatrice Bruschi como Sana Allagui4
- Ludovico Tersigni como Giovanni Garau
- Greta Ragusa como Silvia Mirabella
- Martina Lelio como Federica Cacciotti
- Luca Grispini como Federico Canegallo
- Giancarlo Commare como Edoardo Incanti
- Rocco Fasano como Niccolò Fares
- Pietro Turano como Filippo Sava
- Francisco Centorame como Elia Santini
- Nicholas Zerbini como Luca "Luchino" Colosio
- Mehdi Meskar como Malik Doueiri

### Recorrentes
- Luca Grispini como Federico Canegallo
- Martina Gatti como Emma Covitti
- Antonia Fotaras como Laura Pandakovic
- Nina Fotaras como Laura Pandakovic
- Andrea Lua Posocco como Sara
- Marco Todisco como Menino do teatro
- Anna Ferzetti como Mãe de Eva
- Lorenzo Vigevano como Chicco Rodi
- Bianca Nappi como Ginecologista
- Valentina Romani como Maria Sorgato
- Giulia Schiavo como Alice
- Barbara Folchitto como Mãe de Martino
- Massimo Reale como Dr. Roberto Spera
- Marina Occhionero como Maddalena
- Julia Wujkowska como Sofia "L'Argentina
- Lavinia Biagi como Mãe de Eleonora e Filippo
- Joel Bakary Sy como Dario
- Mauro Lamanna como Andrea Incanti
- Martina Querini como Marta Molino
- Leila Rusciani como Mãe de Sana
- Ahmed Hafiene como Paie de Sana
- Ibrahim Keshk como Rami Allagui
- Ryan Daroui como Luai'
- Danial Daroui como Driss
- Pietro Ragusa como Pai de Silvia

* ↑1  Protagonista da primeira temporada. 

* ↑2  Protagonista da segunda temporada. 

* ↑3  Protagonista da terceira temporada. 

* ↑4  Protagonista da quarta temporada. 

## Episódios

### Resumo
| Temporada | Temporada | Episódios | Exibição original     | Exibição original      |
| Temporada | Temporada | Episódios | Estreia da temporada  | Final da temporada     |
| --------- | --------- | --------- | --------------------- | ---------------------- |
|           | 1         | 11        | 29 de março de 2018   | 8 de junho de 2018     |
|           | 2         | 10        | 5 de outubro de 2018  | 22 de dezembro de 2018 |
|           | 3         | 11        | 11 de março de 2019   | 7 de junho de 2019     |
|           | 4         | 10        | 15 de maio de 2020    | 15 de maio de 2020     |
|           | 5         | 10        | 1 de setembro de 2022 | 1 de setembro de 2022  |

### 1.ª Temporada
A primeira temporada é composta de onze episódios e tem como foco Eva Brighi, outros personagens regulares são suas amigas Elenora, Silvia, Sana e Federica.  A história gira em torno de Eva e seu difícil relacionamento com Giovanni Garau. Lida com temas como solidão, identidade e amizade.
| Número | Título (Tradução livre)                                                                        | Duração | Estreia             |
| ------ | ---------------------------------------------------------------------------------------------- | ------- | ------------------- |
| 1      | "Sembri una puttana (Você parece uma puta)"                                                    | 22 min  | 29 de março de 2018 |
| 2      | "Sei uno stronzo (Você é um cuzão)"                                                            | 20 min  | 4 de abril de 2018  |
| 3      | "Una festa in cui nessuno ti vuole (Uma festa onde ninguém te quer)"                           | 22 min  | 14 de abril de 2018 |
| 4      | "Il tuo ragazzo lo sa che ci scriviamo? (O seu namorado sabe que escrevemos um para o outro?)" | 22 min  | 20 de abril de 2018 |
| 5      | "Cosa ti eccita? (O que te excita?)"                                                           | 22 min  | 28 de abril de 2018 |
| 6      | "Laura mi ha detto tutto (Laura me contou tudo)"                                               | 25 min  | 5 de maio de 2018   |
| 7      | "Ho fatto un casino (Eu estraguei tudo)"                                                       | 22 min  | 11 de maio de 2018  |
| 8      | "Lo sanno tutti a scuola (Todo mundo sabe disso na escola)"                                    | 22 min  | 18 de maio de 2018  |
| 9      | "Se vi faccio a tutti così schifo (Se vocês me odeiam tanto)"                                  | 21 min  | 25 de maio de 2018  |
| 10     | "Perchè mi hai fatto una cosa del genere? (Por que você fez algo assim?)"                      | 19 min  | 1 de junho de 2018  |
| 11     | "Una scelta stupida (Uma escolha idiota)"                                                      | 29 min  | 8 de junho de 2018  |

### 2.ª Temporada
A segunda temporada tem como personagem principal Martino Rametta. E acompanha o drama envolvido pela descoberta da orientação sexual de Martino e o seu relacionamento com Niccolò. Lidando com temas como amor e identidade sexual.
| Número | Título (Tradução livre)                                               | Duração | Estreia                |
| ------ | --------------------------------------------------------------------- | ------- | ---------------------- |
| 1      | "Non ti ho mai visto (Eu nunca te vi antes)"                          | 37 min  | 12 de outubro de 2018  |
| 2      | "Nessun risultato (Nenhum resultado)"                                 | 31 min  | 20 de outubro de 2018  |
| 3      | "Virilità (Masculinidade)"                                            | 22 min  | 29 de outubro de 2018  |
| 4      | "Trattenere il respiro (Prenda a respiração)"                         | 22 min  | 3 de novembro de 2018  |
| 5      | "Gli ultimi due uomini sulla terra (Os dois últimos homens na terra)" | 35 min  | 10 de novembro de 2018 |
| 6      | "City – Real (Cidade - Real)"                                         | 22 min  | 26 de novembro de 2018 |
| 7      | "Il mago dell'amore (O mago do amor)"                                 | 31 min  | 3 de dezembro de 2018  |
| 8      | "Buon viaggio (Tenha uma boa viagem)"                                 | 30 min  | 8 de dezembro de 2018  |
| 9      | "Follie (Loucuras)"                                                   | 21 min  | 15 de dezembro de 2018 |
| 10     | "Minuto per minuto (Minuto a minuto)"                                 | 32 min  | 22 de dezembro de 2018 |

### 3.ª Temporada
A terceira temporada é centrada em Eleonora Sava. A temporada acompanha o drama envolta de seu relacionamento com Edoardo Incanti.
| Número | Título (Tradução livre)                                               | Duração | Estreia             |
| ------ | --------------------------------------------------------------------- | ------- | ------------------- |
| 1      | "Esci con me (Sai comigo)"                                            | 35 min  | 16 de março de 2019 |
| 2      | "Sei tu (É você)"                                                     | 23 min  | 23 de março de 2019 |
| 3      | "Digli che torno domani (Diga a ele que voltarei amanhã)"             | 27 min  | 29 de março de 2019 |
| 4      | "È per questo che non mi piaci (É por isso que eu não gosto de você)" | 21 min  | 5 de abril de 2019  |
| 5      | "Non ti farò mai del male (Eu nunca vou te machucar)"                 | 19 min  | 12 de abril de 2019 |
| 6      | "Basta (Suficiente)"                                                  | 16 min  | 19 de abril de 2019 |
| 7      | "Fratelli (Irmãos)"                                                   | 19 min  | 3 de maio de 2019   |
| 8      | "Ops"                                                                 | 17 min  | 10 de maio de 2019  |
| 9      | "Febbre (Febre)"                                                      | 22 min  | 17 de maio de 2019  |
| 10     | "Dimmelo anche tu (Me diga também)"                                   | 17 min  | 31 de maio de 2019  |
| 11     | "Tre, due, uno (Três, dois, um)"                                      | 24 min  | 7 de junho de 2019  |

### 4.ª Temporada
A personagem principal é Sana Allagui, apresentando a polêmica do preconceito em torno da religião islâmica, além de seu interesse amoroso com Malik Doueiri.
Lida com temas como a religião islâmica, amor proibido, preconceito, cyberbullying.
| Número | Título (Tradução livre)               | Duração | Estreia            |
| ------ | ------------------------------------- | ------- | ------------------ |
| 1      | "Italiana (Italiana)"                 | 31 min  | 15 de maio de 2020 |
| 2      | "Mykonos (Míconos)"                   | 29 min  | 15 de maio de 2020 |
| 3      | "Peccato (Que pena)"                  | 23 min  | 15 de maio de 2020 |
| 4      | "Eclissi totale (Eclipse total)"      | 22 min  | 15 de maio de 2020 |
| 5      | "Maschi Alfa (Macho alfa)"            | 24 min  | 15 de maio de 2020 |
| 6      | "L'amichetta tua (Sua amiga)"         | 30 min  | 15 de maio de 2020 |
| 7      | "Domande stupide (Perguntas idiotas)" | 29 min  | 15 de maio de 2020 |
| 8      | "Le sfigate (As perdedoras)"          | 28 min  | 15 de maio de 2020 |
| 9      | "Chiudi gli occhi (Feche seus olhos)" | 34 min  | 15 de maio de 2020 |
| 10     | "Insieme (Juntos)"                    | 40 min  | 15 de maio de 2020 |